# Марківська сільська рада (Молодечненський район)
Марківська сільська рада (біл. Маркаўскі сельсавет) — адміністративно-територіальна одиниця в складі Молодечненського району розташована в Мінській області Білорусі. Адміністративний центр — Маркове.
Марківська сільська рада розташована на межі центральної Білорусі, у західній частині Мінської області орієнтовне розташування — супутникові знимки [Архівовано 25 серпня 2011 у WebCite], захід від Молодечного.
До складу сільради входять 16 населених пунктів:
- Васюківщина • Гаївці • Гірки • Громовичі • Довгий Лог • Клочкава • Ковальці • Кучки • Лєнковщина • Маркове • Румянцево • Сковородки • Талуї • Трепалово • Тріски • Юховичі.